# Les distàncies
Les distàncies és una pel·lícula catalana d'Elena Trapé estrenada el 2018.

## Argument
L'Olivia, l'Eloi, el Guille i l'Anna viatgen a Berlín per visitar per sorpresa el seu amic Comas, que fa 35 anys. Ell no els rep com s'esperaven i durant el cap de setmana les seves contradiccions afloren i l'amistat es posa a prova. Junts descobriran que el temps i la distància poden canviar-ho tot.

## Repartiment
- Alexandra Jiménez:		Olivia
- Isak Férriz:		Guille
- Miki Esparbé:	Comas
- Bruno Sevilla:		Eloi
- Maria Ribera: 		Anna

## Premis
- 2018: Festival de Màlaga: Millor pel·lícula, direcció i actriu (Jiménez)

## Crítica
- "En la pel·lícula hi ha una voluntat de diagnòstic generacional que en cap moment sepulta la capacitat de construir minuciosos retrats dels personatges (...) perfecta sincronia entre la posada en escena de Trapé i un afinat repartiment"[2]
- "Encara que el relat té moments intensos i un acabat sòlid (...) alguns diàlegs sonen impostats (…) Puntuació: ★★★ (sobre 5)"[3]
- "Trapé apropa la seva càmera als rostres d'aquest conjunt d'éssers erràtics (...) creant una implacable crònica entorn del desencantament en l'edat adulta. (…) Puntuació: ★★★★ (sobre 5)"[4]